# Білки (Польща)
Білки (Белкі, пол. Biełki) — село в Польщі, у гміні Милейчиці Сім'ятицького повіту Підляського воєводства. Населення — 34 особи (2011).

## Історія
Вперше згадується 1676 року.

## Демографія
Демографічна структура станом на 31 березня 2011 року:
|          | Загалом | Допрацездатний вік | Працездатний вік | Постпрацездатний вік |
| -------- | ------- | ------------------ | ---------------- | -------------------- |
| Чоловіки | 14      | 1                  | 5                | 8                    |
| Жінки    | 20      | 2                  | 3                | 15                   |
| Разом    | 34      | 3                  | 8                | 23                   |